# エヒード (ベネズエラ)

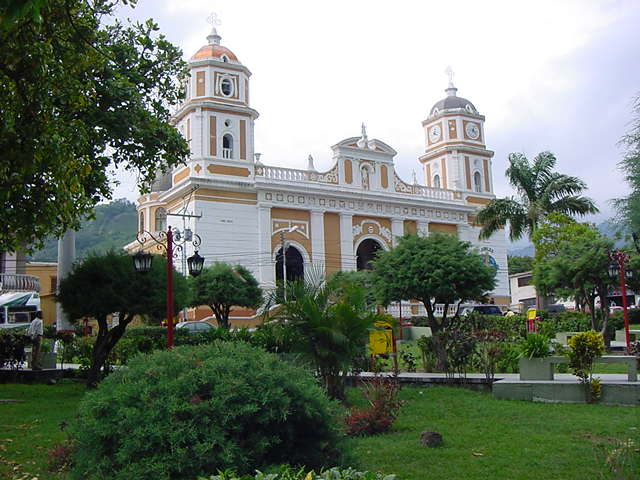
町内のボリーバル広場

エヒード（スペイン語: Ejido）は、ベネズエラのメリダ州にある町。カンポ・エリアス市の中心地である。
先住民グアヤバス族の土地に1650年に建設され、サトウキビ栽培の拠点となった。州都メリダに近く、人口35万人に上る大都市圏を形成している。メリダとの間では、トロリーバスなどの公共交通機関が運行されている。